# Puya werneriana
Puya werneriana là một loài thực vật có hoa trong họ Bromeliaceae. Loài này được Read & L.B.Sm. miêu tả khoa học đầu tiên năm 1986.